# Supunna
Supunna là một chi nhện trong họ Corinnidae.

## Các loài
- Supunna albomaculata (Rainbow, 1902)
- Supunna albopunctata (Hogg, 1896)
- Supunna coloripes (Walckenaer, 1805)
- Supunna funerea Simon, 1896
- Supunna insularis (L. Koch, 1873)
- Supunna michaelseni Simon, 1909
- Supunna picta (L. Koch, 1873)
- Supunna smaragdinea Simon, 1909
- Supunna versicolor Simon, 1896